# Dieffenbach-au-Val
Dieffenbach-au-Val är en kommun i departementet Bas-Rhin i regionen Grand Est (tidigare regionen Alsace) i nordöstra Frankrike. Kommunen ligger i kantonen Villé som tillhör arrondissementet Sélestat-Erstein. År 2022 hade Dieffenbach-au-Val 642 invånare.

## Befolkningsutveckling
Antalet invånare i kommunen Dieffenbach-au-Val
| Referens: INSEE |